# Polytrichastrum
Polytrichastrum (Jomfrukapsel) er en slægt af mosser, med tre arter i Danmark og ca. 13 arter i verden. Ligesom andre slægter i familien Polytrichaceae har også Polytrichastrum blade, der på langs har lameller. Det gør bladet mat og ugennemsigtigt i modsætning til mange andre mosser.
Arterne i denne slægt blev tidligere henført til slægten Polytrichum (Jomfruhår). Polytrichastrum (afledt af Polytrichum) betyder 'mangehåret' og hentyder til sporehusets hætte (kalyptra), der er stærkt håret. Det er også disse hår, der har givet slægten dets danske navn.
| Danske arter |

- Grenet jomfrukapsel Polytrichastrum alpinum
- Skovjomfrukapsel Polytrichastrum formosum
- Mosejomfrukapsel Polytrichastrum longisetum

|                                      |
| Tværsnit af blad, der viser lameller |

|                                                |
| Lamellerne kan ikke skelnes med det blotte øje |

## Ekstern henvisning
- www.itis.gov Systematik.